# Paris-Nisa 2022
Cursa Paris-Nisa 2022 a fost cea de a 80-a ediție a Cursei Paris-Nisa care s-a desfășurat în perioada 6-13 martie 2022 și a fost cea de a patra cursă în UCI World Tour 2022. 

## Echipe participante
Cum Paris-Nisa este un eveniment din cadrul Circuitului mondial UCI 2022, toate cele 18 echipe UCI World Teams au fost invitate automat și obligate să aibă o echipă în cursă. Patru echipe profesioniste continentale au primit wildcard. 

### Echipe UCI World
| - AG2R Citroën Team - Astana Qazaqstan Team - Bora–Hansgrohe - Cofidis - EF Education–EasyPost - Groupama–FDJ - Ineos Grenadiers - Intermarché–Wanty–Gobert Matériaux - Israel–Premier Tech | - Lotto Soudal - Movistar Team - Quick-Step Alpha Vinyl Team - Team Bahrain Victorious - Team BikeExchange - Team DSM - Team Jumbo–Visma - Trek-Segafredo - UAE Team Emirates |  |

### Echipe continentale profesioniste UCI
| - Alpecin-Fenix - Arkéa–Samsic | - B&B Hotels p/b KTM - Team TotalEnergies |  |

## Etapele programate
| Etapa | Dată   | Start – Sosire                                       | type                  | Distanță (km) | Elevation (m) | Câștigător         | Liderul global     |
| ----- | ------ | ---------------------------------------------------- | --------------------- | ------------- | ------------- | ------------------ | ------------------ |
| 1     | 6 mar  | Mantes-la-Ville – Mantes-la-Ville                    | etapă de plat         | 159,8         | 1.723 m       | Christophe Laporte | Christophe Laporte |
| 2     | 7 mar  | Auffargis – Orléans                                  | etapă de plat         | 159,2         | 707 m         | Fabio Jakobsen     | Christophe Laporte |
| 3     | 8 mar  | Vierzon – Dun-le-Palestel                            | etapă valonată        | 190,8         | 1.929 m       | Mads Pedersen      | Christophe Laporte |
| 4     | 9 mar  | Domérat – Montluçon                                  | contratimp individual | 13,4          | 188 m         | Wout van Aert      | Wout van Aert      |
| 5     | 10 mar | Saint-Just-Saint-Rambert – Saint-Sauveur-de-Montagut | etapă de munte        | 188,8         | 3.408 m       | Brandon McNulty    | Primož Roglič      |
| 6     | 11 mar | Courthézon – Aubagne                                 | etapă valonată        | 213,6         | 2.878 m       | Mathieu Burgaudeau | Primož Roglič      |
| 7     | 12 mar | Nisa – Col de Turini                                 | etapă de munte        | 155,4         | 3.582 m       | Primož Roglič      | Primož Roglič      |
| 8     | 13 mar | Nisa – Nisa                                          | etapă de munte        | 115,6         | 2.436 m       | Simon Yates        | Primož Roglič      |

## Etape

### Etapa 1
6 martie 2022 — Mantes-la-Ville - Mantes-la-Ville, 159,8 km (99,3 mi)
| Loc | Concurent           | Echipă                             | Timp       |
| --- | ------------------- | ---------------------------------- | ---------- |
| 1   | Christophe Laporte  | Team Jumbo–Visma                   | 3h 48' 38" |
| 2   | Primož Roglič       | Team Jumbo–Visma                   | +0"        |
| 3   | Wout van Aert       | Team Jumbo–Visma                   | +0"        |
| 4   | Pierre Latour       | Team TotalEnergies                 | +19"       |
| 5   | Mads Pedersen       | Trek-Segafredo                     | +22"       |
| 6   | Biniam Ghirmay      | Intermarché–Wanty–Gobert Matériaux | +22"       |
| 7   | Iván García Cortina | Movistar Team                      | +22"       |
| 8   | Fred Wright         | Team Bahrain Victorious            | +22"       |
| 9   | Jasper Philipsen    | Alpecin-Fenix                      | +22"       |
| 10  | Florian Sénéchal    | Quick-Step Alpha Vinyl Team        | +22"       |

| Loc | Concurent           | Echipă                             | Timp       |
| --- | ------------------- | ---------------------------------- | ---------- |
| 1   | Christophe Laporte  | Team Jumbo–Visma                   | 3h 48' 38" |
| 2   | Primož Roglič       | Team Jumbo–Visma                   | +4"        |
| 3   | Wout van Aert       | Team Jumbo–Visma                   | +6"        |
| 4   | Pierre Latour       | Team TotalEnergies                 | +29"       |
| 5   | Mads Pedersen       | Trek-Segafredo                     | +32"       |
| 6   | Biniam Ghirmay      | Intermarché–Wanty–Gobert Matériaux | +32"       |
| 7   | Iván García Cortina | Movistar Team                      | +32"       |
| 8   | Fred Wright         | Team Bahrain Victorious            | +32"       |
| 9   | Jasper Philipsen    | Alpecin-Fenix                      | +32"       |
| 10  | Florian Sénéchal    | Quick-Step Alpha Vinyl Team        | +32"       |

### Etapa a 2-a
7 martie 2022 — Auffargis - Orléans, 159,2 km (98,9 mi)
| Loc | Concurent          | Echipă                      | Timp       |
| --- | ------------------ | --------------------------- | ---------- |
| 1   | Fabio Jakobsen     | Quick-Step Alpha Vinyl Team | 3h 22' 54" |
| 2   | Wout van Aert      | Team Jumbo–Visma            | +0"        |
| 3   | Christophe Laporte | Team Jumbo–Visma            | +0"        |
| 4   | Luka Mezgec        | Team BikeExchange-Jayco     | +0"        |
| 5   | Mads Pedersen      | Trek-Segafredo              | +0"        |
| 6   | Jasper Stuyven     | Trek-Segafredo              | +0"        |
| 7   | Luca Mozzato       | B&B Hotels p/b KTM          | +0"        |
| 8   | Sebastián Molano   | UAE Team Emirates           | +22"       |
| 9   | Oliver Naesen      | AG2R Citroën Team           | +0"        |
| 10  | Cees Bol           | Team DSM                    | +0"        |

| Loc | Concurent          | Echipă                      | Timp       |
| --- | ------------------ | --------------------------- | ---------- |
| 1   | Christophe Laporte | Team Jumbo–Visma            | 7h 11' 15" |
| 2   | Wout van Aert      | Team Jumbo–Visma            | +39"       |
| 3   | Primož Roglič      | Team Jumbo–Visma            | +39"       |
| 4   | Pierre Latour      | Team TotalEnergies          | +39"       |
| 5   | Zdeněk Štybar      | Quick-Step Alpha Vinyl Team | +39"       |
| 6   | Mads Pedersen      | Trek-Segafredo              | +39"       |
| 7   | Jasper Stuyven     | Trek-Segafredo              | +39"       |
| 8   | Florian Sénéchal   | Quick-Step Alpha Vinyl Team | +39"       |
| 9   | Bryan Coquard      | Cofidis                     | +39"       |
| 10  | Aleksandr Vlasov   | Bora–Hansgrohe              | +39"       |

### Etapa a 3-a
8 martie 2022 — Vierzon - Dun-le-Palestel, 190,8 km (118,6 mi)
| Loc | Concurent             | Echipă                             | Timp       |
| --- | --------------------- | ---------------------------------- | ---------- |
| 1   | Mads Pedersen         | Trek-Segafredo                     | 4h 23' 29" |
| 2   | Bryan Coquard         | Cofidis                            | +0"        |
| 3   | Wout van Aert         | Team Jumbo–Visma                   | +0"        |
| 4   | Jasper Philipsen      | Alpecin-Fenix                      | +0"        |
| 5   | Anthony Turgis        | Team TotalEnergies                 | +0"        |
| 6   | Biniam Ghirmay        | Intermarché–Wanty–Gobert Matériaux | +0"        |
| 7   | Fred Wright           | Team Bahrain Victorious            | +0"        |
| 8   | Danny van Poppel      | Bora–Hansgrohe                     | +0"        |
| 9   | Ethan Hayter          | Ineos Grenadiers                   | +0"        |
| 10  | Juan Sebastián Molano | UAE Team Emirates                  | +0"        |

| Loc | Concurent          | Echipă                      | Timp        |
| --- | ------------------ | --------------------------- | ----------- |
| 1   | Christophe Laporte | Team Jumbo–Visma            | 11h 34' 44" |
| 2   | Wout van Aert      | Team Jumbo–Visma            | +1"         |
| 3   | Primož Roglič      | Team Jumbo–Visma            | +9"         |
| 4   | Mads Pedersen      | Trek-Segafredo              | +29"        |
| 5   | Bryan Coquard      | Cofidis                     | +33"        |
| 6   | Pierre Latour      | Team TotalEnergies          | +33"        |
| 7   | Zdeněk Štybar      | Quick-Step Alpha Vinyl Team | +38"        |
| 8   | Jasper Stuyven     | Trek-Segafredo              | +39"        |
| 9   | Aleksandr Vlasov   | Bora–Hansgrohe              | +39"        |
| 10  | Florian Sénéchal   | Quick-Step Alpha Vinyl Team | +39"        |

### Etapa a 4-a
9 martie 2022 — Domérat - Montluçon, 13,4 km (8,3 mi) (ITT)
| Loc | Concurent        | Echipă                  | Timp    |
| --- | ---------------- | ----------------------- | ------- |
| 1   | Wout van Aert    | Team Jumbo–Visma        | 16' 20" |
| 2   | Primož Roglič    | Team Jumbo–Visma        | +2"     |
| 3   | Rohan Dennis     | Team Jumbo–Visma        | +6"     |
| 4   | Stefan Küng      | Groupama–FDJ            | +10"    |
| 5   | Simon Yates      | Team BikeExchange–Jayco | +11"    |
| 6   | Ethan Hayter     | Ineos Grenadiers        | +14"    |
| 7   | Pierre Latour    | Team TotalEnergies      | +19"    |
| 8   | Stefan Bissegger | EF Education–EasyPost   | +21"    |
| 9   | Mads Pedersen    | Trek-Segafredo          | +25"    |
| 10  | Daniel Martínez  | Ineos Grenadiers        | +28"    |

| Loc | Concurent            | Echipă                  | Timp        |
| --- | -------------------- | ----------------------- | ----------- |
| 1   | Wout van Aert        | Team Jumbo–Visma        | 11h 51' 05" |
| 2   | Primož Roglič        | Team Jumbo–Visma        | +10"        |
| 3   | Christophe Laporte   | Team Jumbo–Visma        | +28"        |
| 4   | Simon Yates          | Team BikeExchange–Jayco | +49"        |
| 5   | Pierre Latour        | Team TotalEnergies      | +51"        |
| 6   | Mads Pedersen        | Trek-Segafredo          | +53"        |
| 7   | Daniel Martínez      | Ineos Grenadiers        | +1' 06"     |
| 8   | Aleksandr Vlasov     | Bora–Hansgrohe          | +1' 09"     |
| 9   | Stefan Bissegger     | EF Education–EasyPost   | +1' 11"     |
| 10  | Søren Kragh Andersen | Team DSM                | +1' 19"     |

### Etapa a 5-a
10 martie 2022 — Saint-Just-Saint-Rambert - Saint-Sauveur-de-Montagut, 188,8 km (117,3 mi)
| Loc | Concurent        | Echipă                | Timp       |
| --- | ---------------- | --------------------- | ---------- |
| 1   | Brandon McNulty  | UAE Team Emirates     | 4H 53' 30" |
| 2   | Franck Bonnamour | B&B Hotels p/b KTM    | +1' 58"    |
| 3   | Matteo Jorgenson | Movistar Team         | +1' 58"    |
| 4   | Harm Vanhoucke   | Lotto Soudal          | +2' 30"    |
| 5   | Laurent Pichon   | Arkéa–Samsic          | +4' 01"    |
| 6   | Anthony Turgis   | Team TotalEnergies    | +4' 02"    |
| 7   | Valentin Madouas | Groupama–FDJ          | +4' 57"    |
| 8   | Owain Doull      | EF Education–EasyPost | +4' 57"    |
| 9   | Pierre Latour    | Team TotalEnergies    | +5' 43"    |
| 10  | Quentin Pacher   | Groupama–FDJ          | +5' 43"    |

| Loc | Concurent            | Echipă                  | Timp        |
| --- | -------------------- | ----------------------- | ----------- |
| 1   | Primož Roglič        | Team Jumbo–Visma        | 16h 50' 28" |
| 2   | Simon Yates          | Team BikeExchange–Jayco | +39         |
| 3   | Pierre Latour        | Team TotalEnergies      | +41"        |
| 4   | Daniel Martínez      | Ineos Grenadiers        | +56"        |
| 5   | Aleksandr Vlasov     | Bora–Hansgrohe          | +59"        |
| 6   | Adam Yates           | Ineos Grenadiers        | +1' 11"     |
| 7   | Søren Kragh Andersen | Team DSM                | +1' 26"     |
| 8   | Jack Haig            | Bora–Hansgrohe          | +1' 35"     |
| 9   | Nairo Quintana       | Arkéa-Samsic            | +1' 45"     |
| 10  | Ion Izagirre         | Cofidis                 | +2' 01"     |

### Etapa a 6-a
11 martie 2022 — Courthézon - Aubagne, 213,6 km (132,7 mi)
| Loc | Concurent                          | Echipă                             | Timp       |
| --- | ---------------------------------- | ---------------------------------- | ---------- |
| 1   | Mathieu Burgaudeau                 | Team TotalEnergies                 | 5h 33' 06" |
| 2   | Mads Pedersen                      | Trek-Segafredo                     | +0"        |
| 3   | Wout van Aert                      | Team Jumbo–Visma                   | +0"        |
| 4   | Biniam Ghirmay                     | Intermarché–Wanty–Gobert Matériaux | +0"        |
| 5   | Bryan Coquard                      | Cofidis                            | +0"        |
| 6   | Format:Country data sloLuka Mezgec | Team BikeExchange–Jayco            | +0"        |
| 7   | Iván García Cortina                | Movistar Team                      | +0"        |
| 8   | Dorian Godon                       | AG2R Citroën Team                  | +0"        |
| 9   | Florian Sénéchal                   | Quick-Step Alpha Vinyl Team        | +0"        |
| 10  | Luca Mozzato                       | B&B Hotels p/b KTM                 | +0"        |

| Loc | Concurent            | Echipă                  | Timp        |
| --- | -------------------- | ----------------------- | ----------- |
| 1   | Primož Roglič        | Team Jumbo–Visma        | 22h 23' 34" |
| 2   | Simon Yates          | Team BikeExchange–Jayco | +39         |
| 3   | Pierre Latour        | Team TotalEnergies      | +41"        |
| 4   | Daniel Martínez      | Ineos Grenadiers        | +56"        |
| 5   | Aleksandr Vlasov     | Bora–Hansgrohe          | +59"        |
| 6   | Adam Yates           | Ineos Grenadiers        | +1' 11"     |
| 7   | Søren Kragh Andersen | Team DSM                | +1' 26"     |
| 8   | Jack Haig            | Bora–Hansgrohe          | +1' 35"     |
| 9   | Nairo Quintana       | Arkéa-Samsic            | +1' 45"     |
| 10  | Ion Izagirre         | Cofidis                 | +2' 01"     |

### Etapa a 7-a
12 martie 2022 — Nisa - Col de Turini - La Bollène-Vésubie, 155,4 km (96,6 mi)
| Loc | Concurent        | Echipă                  | Timp       |
| --- | ---------------- | ----------------------- | ---------- |
| 1   | Primož Roglič    | Team Jumbo–Visma        | 4h 02' 47" |
| 2   | Daniel Martínez  | Ineos Grenadiers        | +0"        |
| 3   | Simon Yates      | Team BikeExchange–Jayco | +2"        |
| 4   | Nairo Quintana   | Arkéa-Samsic            | +9"        |
| 5   | João Almeida     | UAE Team Emirates       | +11"       |
| 6   | Brandon McNulty  | UAE Team Emirates       | +25"       |
| 7   | Jack Haig        | Bora–Hansgrohe          | +27"       |
| 8   | Adam Yates       | Ineos Grenadiers        | +29"       |
| 9   | Guillaume Martin | Cofidis                 | +44"       |
| 10  | Wout Poels       | Team Bahrain Victorious | +56"       |

| Loc | Concurent        | Echipă                  | Timp        |
| --- | ---------------- | ----------------------- | ----------- |
| 1   | Primož Roglič    | Team Jumbo–Visma        | 26h 26' 11" |
| 2   | Simon Yates      | Team BikeExchange–Jayco | +47"        |
| 3   | Daniel Martínez  | Ineos Grenadiers        | +1' 00"     |
| 4   | Adam Yates       | Ineos Grenadiers        | +1' 50"     |
| 5   | Nairo Quintana   | Arkéa-Samsic            | +2' 04"     |
| 6   | Jack Haig        | Bora–Hansgrohe          | +2' 12"     |
| 7   | Aleksandr Vlasov | Bora–Hansgrohe          | +2' 22"     |
| 8   | Pierre Latour    | Team TotalEnergies      | +2' 56"     |
| 9   | Ion Izagirre     | Cofidis                 | +3' 13"     |
| 10  | João Almeida     | UAE Team Emirates       | +3' 29"     |

### Etapa a 8-a
13 martie 2022 — Nisa - Nisa, 115,6 km (71,8 mi)
| Loc | Concurent              | Echipă                  | Timp       |
| --- | ---------------------- | ----------------------- | ---------- |
| 1   | Simon Yates            | Team BikeExchange–Jayco | 2h 52' 59" |
| 2   | Wout van Aert          | Team Jumbo–Visma        | +9"        |
| 3   | Primož Roglič          | Team Jumbo–Visma        | +9"        |
| 4   | Brandon McNulty        | UAE Team Emirates       | +1' 44"    |
| 5   | Søren Kragh Andersen   | Team DSM                | +1' 44"    |
| 6   | Stefan Küng            | Groupama–FDJ            | +1' 44"    |
| 7   | Aurélien Paret-Peintre | AG2R Citroën Team       | +1' 44"    |
| 8   | Adam Yates             | Ineos Grenadiers        | +1' 44"    |
| 9   | Wout Poels             | Team Bahrain Victorious | +1' 44"    |
| 10  | Ion Izagirre           | Cofidis                 | +1' 44"    |

| Loc | Concurent              | Echipă                  | Timp        |
| --- | ---------------------- | ----------------------- | ----------- |
| 1   | Primož Roglič          | Team Jumbo–Visma        | 29h 19' 15" |
| 2   | Simon Yates            | Team BikeExchange–Jayco | +29"        |
| 3   | Daniel Martínez        | Ineos Grenadiers        | +2' 37"     |
| 4   | Adam Yates             | Ineos Grenadiers        | +3' 29"     |
| 5   | Nairo Quintana         | Arkéa-Samsic            | +3' 43"     |
| 6   | Jack Haig              | Bora–Hansgrohe          | +3' 51"     |
| 7   | Ion Izagirre           | Cofidis                 | +4' 52"     |
| 8   | João Almeida           | UAE Team Emirates       | +5' 43"     |
| 9   | Guillaume Martin       | Cofidis                 | +5' 48"     |
| 10  | Aurélien Paret-Peintre | AG2R Citroën Team       | +6' 32"     |

## Clasamentele actuale
| Legendă                                  | Legendă                         | Legendă                               | Legendă                             |
| ---------------------------------------- | ------------------------------- | ------------------------------------- | ----------------------------------- |
| A yellow jersey.                         | Liderul clasamentului general   | A white jersey with red polka dots.   | Liderul clasamentului cățărătorilor |
| A green jersey.                          | Liderul clasamentului pe puncte | A white jersey.                       | Liderul clasametnului tinerilor     |
| A white jersey with a yellow number bib. | Liderul clasamentului pe echipe | A white jersey with a red number bib. | Liderul premiului combativității    |

### Clasamentul general
Clasamentul final locurile 1-10
| Loc | Concurent              | Echipă                  | Timp        |
| --- | ---------------------- | ----------------------- | ----------- |
| 1   | Primož Roglič          | Team Jumbo–Visma        | 29h 19' 15" |
| 2   | Simon Yates            | Team BikeExchange–Jayco | +29"        |
| 3   | Daniel Martínez        | Ineos Grenadiers        | +2' 37"     |
| 4   | Adam Yates             | Ineos Grenadiers        | +3' 29"     |
| 5   | Nairo Quintana         | Arkéa-Samsic            | +3' 43"     |
| 6   | Jack Haig              | Bora–Hansgrohe          | +3' 51"     |
| 7   | Ion Izagirre           | Cofidis                 | +4' 52"     |
| 8   | João Almeida           | UAE Team Emirates       | +5' 43"     |
| 9   | Guillaume Martin       | Cofidis                 | +5' 48"     |
| 10  | Aurélien Paret-Peintre | AG2R Citroën Team       | +6' 32"     |

### Clasamentul pe puncte
Clasamentul final locurile 1-10
| Loc | Concurent          | Echipă                  | Timp |
| --- | ------------------ | ----------------------- | ---- |
| 1   | Wout van Aert      | Team Jumbo–Visma        | 72   |
| 2   | Primož Roglič      | Team Jumbo-Visma        | 50   |
| 3   | Mads Pedersen      | Trek–Segafredo          | 44   |
| 4   | Simon Yates        | Team BikeExchange–Jayco | 33   |
| 5   | Brandon McNulty    | UAE Team Emirates       | 31   |
| 6   | Christophe Laporte | Cofidis                 | 29   |
| 7   | Mathieu Burgaudeau | Team TotalEnergies      | 18   |
| 8   | Bryan Coquard      | Cofidis                 | 18   |
| 9   | Pierre Latour      | Team TotalEnergies      | 16   |
| 10  | Franck Bonnamour   | B&B Hotels–KTM          | 16   |

### Clasamentul cățărătorilor
Clasamentul final locurile 1-10
| Loc | Concurent        | Echipă                  | Timp |
| --- | ---------------- | ----------------------- | ---- |
| 1   | Valentin Madouas | Groupama–FDJ            | 44   |
| 2   | Wout van Aert    | Team Jumbo–Visma        | 24   |
| 3   | Primož Roglič    | Team Jumbo-Visma        | 22   |
| 4   | Harm Vanhoucke   | Lotto Soudal            | 20   |
| 5   | Simon Yates      | Team BikeExchange–Jayco | 14   |
| 6   | Quentin Pacher   | Groupama–FDJ            | 13   |
| 7   | Brandon McNulty  | UAE Team Emirates       | 12   |
| 8   | Daniel Martínez  | Ineos Grenadiers        | 11   |
| 9   | Victor Koretzky  | B&B Hotels p/b KTM      | 9    |
| 10  | Rohan Dennis     | Team Jumbo–Visma        | 7    |

### Clasamentul tinerilor
Clasamentul final locurile 1-10
| Loc | Concurent          | Echipă                             | Timp        |
| --- | ------------------ | ---------------------------------- | ----------- |
| 1   | João Almeida       | UAE Team Emirates                  | 26h 29' 40" |
| 2   | Mauri Vansevenant  | Quick-Step Alpha Vinyl Team        | +1' 44"     |
| 3   | Andreas Leknessund | Team DSM                           | +3' 02"     |
| 4   | Brandon McNulty    | UAE Team Emirates                  | +4' 57"     |
| 5   | Matteo Jorgenson   | Movistar Team                      | +6' 36"     |
| 6   | Georg Zimmermann   | Intermarché–Wanty–Gobert Matériaux | +16' 30"    |
| 7   | Mathieu Burgaudeau | Team TotalEnergies                 | +19' 29"    |
| 8   | Fred Wright        | Team Bahrain Victorious            | +23' 52"    |
| 9   | Harm Vanhoucke     | Lotto Soudal                       | +32' 18"    |
| 10  | Johan Jacobs       | Movistar Team                      | +33' 50"    |

### Clasamentul pe echipe
Clasamentul final locurile 1-10
| Loc | Echipă                  | Timp        |
| --- | ----------------------- | ----------- |
| 1   | UAE Team Emirates       | 79h 33' 00" |
| 2   | Ineos Grenadiers        | +5' 27"     |
| 3   | Team TotalEnergies      | +11' 02"    |
| 4   | Team Jumbo–Visma        | +14' 15"    |
| 5   | Team Bahrain Victorious | +18' 28"    |
| 6   | Trek-Segafredo          | +21' 48"    |
| 7   | Cofidis                 | +21' 52"    |
| 8   | Movistar Team           | +26' 07"    |
| 9   | Lotto Soudal            | +27' 05"    |
| 10  | Arkéa–Samsic            | +36' 26"    |

## Legături externe
- en Site web oficial
- Paris-Nisa 2022 – ProCyclingStats